# Rouge Rouge
Rouge Rouge (с фр. «красный-красный») — французский музыкальный коллектив, играющий электронную музыку.
Первый альбом группы, Ce soir, après dîner, (Pschent/Wagram) вышел в 2003 году. В музыке используются семплы французских исполнителей 60 — 70 годов XX века.
Главный хит L’Amour вышел на компиляциях Hotel Costes, vol.5 и In Bloom. French Electronica.

## Состав
Жан Кро (фр. Jean Croc) и Николя Эррера (фр. Nicolas Errèra).

## Дискография
- 2003 год — Ce soir, après dîner (Этим вечером, после ужина)

1. Rouge Rouge Intro
2. L’Amour
3. Décide-toi
4. La Vie Japonaise
5. Tricoter
6. L’Amour avec Toi
7. Attention
8. C’est Navrant
9. Pop Art
10. Gentil Gentil
11. Cache Cache
12. La Malle